# Homo gautengensis
Homo gautengensis je vrsta hominina, čije je postojanje predložio antropolog Darren Curnoe 2010. godine. Toj vrsti pripadaju južnoafrički fosili, koji su se prije pripisivali vrstama Homo habilis, Homo ergaster i u nekim slučajevima Australopithecusu, a prema Curnoeu je prva vrsta roda Homo.

## Otkriće i analiza
Antropolog Darren Curnoe analizom nepotpune lubanje (svibnja 2010.) pronađene desetljećima ranije u južnoafričkim pećinama Sterkfontein u Gautengu, blizu Johannesburga, identificirao je vrstu kojoj je ona pripadala kao Homo gautengensis. Lee Berger i suradnici smatrali su je nevažećim taksonom, zato što je u suprotnosti s njihovom interpretacijom vrste Australopithecus sediba. Prve ostatke te vrste otkrili su Broom i Robinson tijekom 1930-ih, a najpotpunija lubanja (holotip Stw 53) pronađena je 1977. i smatralo se da pripada vrsti Homo habilis. Nomenklaturalni tip je u nekim publikacijama označen kao sinonim za Australopithecusa africanusa, ali je u većini analiza zaključeno da pripada rodu Homo, a neki su i predložili da je ona primjerak nove vrste prije Curnoeovog opisa.

## Geokronologija
Identifikacija vrste H. gautengensisa zasniva se na nepotpunim lubanjama, nekoliko čeljusti, zubima i drugim kostima pronađenim u različito vrijeme i na različitim nalazištima u pećinama na prostoru Kolijevke čovječanstva. Najstariji primjerci su oni iz Člana 1 u Swartkransu i stari su između 1,9 i 1,8 milijuna godina. Nomenklaturalni tip StW 53 iz Sterkfonteina star je između 1,8 i 1,5 milijuna godina. Primjerak iz pećine Gondolin star je otprilike 1,8 milijuna godina. Ostali primjerci iz Člana 5 u Sterkfonteinu stari su između 1,4 i 1,1 milijuna godina, a najmlađi primjerci iz Člana 3 u Swartkransu potiču iz perioda prije između 1,0 i 0,6 milijuna godina.

## Opis
Prema Curnoeu, Homo gautengensis je imao velike zube prilagođene žvakanju biljnog materijala. Bio je "malenog mozga" i "velikih zuba", te "vjerojatno specijaliziran za konzumiranje više povrća nego Homo erectus, Homo sapiens, pa vjerojatno i Homo habilis." Čini se da je stvarao i koristio kamene alate i možda je čak znao koristiti vatru, jer postoje ostaci izgorjelih kostiju životinja u blizini ostataka Homo gautengensisa.
Curnoe vjeruje da je Homo gautengensis bio samo nešto viši od 0,91 m i da je težio oko 50 kg. Hodao je na dvije noge na tlu, "ali je vjerojatno provodio znatan dio vremena na drveću, gdje se možda i hranio, spavao, te bježao od grabežljivaca," smatra Curnoe.
Istraživači vjeruju da nije posjedovao vještinu govora niti je imao vlastiti jezik. S obzirom na anatomiju i geološku starost, znanstvenici smatraju da je bio blizak srodnik vrste Homo sapiens, ali ne nužno i izravni predak.

## Implikacije
Otkriće nove izumrle vrste primata, Australopihecusa sedibe, objavljeno je ranije tijekom 2010. godine. Prema Curnoeu, A. sediba se čini "mnogo primitivnijim od H. gautengensisa, a živio je u isto vrijeme i na istom mjestu kao i on," pa stoga "Homo gautengensis čini vrstu Australopithecus sediba još manje vjerojatnim pretkom modernih ljudi.
Jedan uzrok naglog porasta u broju otkrića vrsta roda Homo su poboljšane metode analiziranja, koje se često zasnivaju na prethodnim otkrićima, radu s DNK i boljem razumijevanju mjesta na kojima bi se takvi ostaci mogli nalaziti.
Curnoe umjesto toga predlaže da je Australopithecus garhi, pronađen u Etiopiji i starosti oko 2,5 milijuna godina, bolje objašnjenje za najranijeg izravnog pretka u evolutivnoj liniji ljudi, a koji ne pripada rodu Homo.
Kosti čak i starije od onih vrste Homo gautengensis još uvijek se tek trebaju analizirati i klasificirati. Prema Colinu Grovesu "Tu je bio veliki broj osobenih, možda kratkovječnih, vrsta protoljudi, koje su živjele i u istočnoj i u južnoj Africi u razdoblju prije između 2 i 1 milijun godina."

## Unutarnje poveznice
- Australopithecus sediba, srodnik koji je u isto vrijeme bio prisutan u njegovom staništu, također identifirican 2010. godine.
- Ljudi iz Denisove, još jedni čovjekovi srodnici, vrsta identificirana 2010. godine.
- Paranthropus - rod s paralelnom evolucijom.